# Station Terlano-Terlan
Station Terlano-Terlan is een spoorwegstation aan de Burggrafenspoorlijn in de gemeente Terlan (Italië-Zuid-Tirol).
De stationsnaam wordt volgens de regels van Trenitalia in het Italiaans aangegeven, gevolgd door het Duits als lokale taal.